# Lac La Potherie
Der Lac La Potherie ist ein See auf der Ungava-Halbinsel im Norden der kanadischen Provinz Québec.

## Lage
Der Lac La Potherie befindet sich 30 km südwestlich des Lac Faribault und 70 km südöstlich des Lac Payne. Der stark gegliederte See befindet sich im Bereich des Kanadischen Schilds auf einer Höhe von etwa 205 m. Er weist 2 größere und 2 kleinere Becken auf, die über Kanäle miteinander verbunden sind. Die Längsausdehnung in NW-SO-Richtung beträgt etwa 19 km. Seine Fläche beträgt 116 km². Er wird vom Rivière Cohade, einem linken Nebenfluss des Rivière aux Feuilles, entwässert.
Der See wurde in Erinnerung an Seigneur de Bacqueville et de La Potherie, Claude Charles Le Roy (1663–1736), benannt. Der 90 km südwestlich gelegene See Lac Bacqueville wurde ebenfalls nach ihm benannt.